# Eurytoma kangasi
Eurytoma kangasi is een vliesvleugelig insect uit de familie Eurytomidae. De wetenschappelijke naam is voor het eerst geldig gepubliceerd in 1966 door Hedqvist.